# Кембриджские неоплатоники

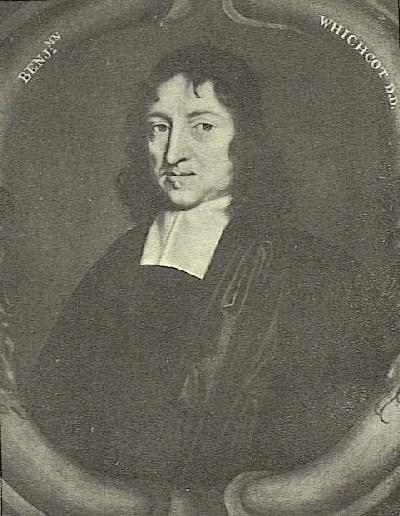
Гравюра Бенджамина Уичкоута (Benjamin Whichcote), лидера и вдохновителя кембриджского платонизма

Кембриджские неоплатоники, кембриджские платоники (англ. Cambridge Platonists) — группа английских философов из Кембриджа в XVII веке. Высоко оценивали античную философию Платона и неоплатонизма и стремились возродить её в Новое время. Знали и использовали также идеи Аристотеля, стоицизма, современных им философов таких как Рене Декарт, Бенедикт Спиноза, Фрэнсис Бэкон и Томас Гоббс. Кембриджские неоплатоники одними из первых в Англии познакомились с трудами Рене Декарта. Восприятие и понимание античной и современной философии проходило под влиянием неоплатоников итальянского возрождения, в частности Марсилио Фичино.
Критика кембриджского неоплатонизма была направлена против:
- пуританизма с его религиозной непримиримостью;
- кальвинизма и его идеи божественного предопределения;
- сенсуализма Гоббса;
- картезианского механицизма.

Одним из главных принципов был принцип единства религии и разума. Признавали важную роль разума для достижения божественного блага, приближения к богу. Это была мистическая концепция разума, в которой он понимался как «свеча Господа», эхо божественного в человеческой душе. Разум не противопоставлялся вере, но вера начиналась с разума.

«Я не противопоставляю рациональное духовному, поскольку духовное есть наиболее рациональное», — Б. Уичкоут.

Были сторонниками теории врождённых идей в её теологическом понимании. Познание — это актуализация внедрённых в бессмертную человеческую душу идей. Кембриджские неоплатоники считали разум справедливым и надежным судьёй в религиозном споре, поэтому призывали пуритан и англиканскую церковь к диалогу.

## Представители
| - Бенджамен Уичкоут (1609—1683) - Питер Стерри (1613—1672) - Генри Мор (1614—1687) - Ральф Кедворт (1617—1689) - Джон Смит (1618—1652) - Натаниель Келвервел (1619—1651) | - Энн Конуэй (1631—1679) - Граф Шефтсбери (1671—1713) - Джозеф Гленвилл (1636—1680) - Мэшем, Дамарис (1659—1708) - Джон Норрис (1657—1711) - Джордж Раст (ум. 1670) - Джон Уортингтон (1618—1671) |